# Manuel Sanchís
Manuel ("Manolo") Sanchís Hontiyuelo (Madrid, 23 mei 1965) is een voormalig Spaans voetballer. Hij speelde zijn hele loopbaan als centrale verdediger bij Real Madrid. Met 710 optredens heeft hij, na Raúl (741) en Iker Casillas (725), de meeste wedstrijden voor de club op zijn naam staan.

## Clubvoetbal
Sanchís kwam in 1979 bij de jeugd van Real Madrid. Van 1984 tot 2001 speelde hij in het eerste elftal van de club. Sanchís was zeer succesvol met Los Merengues met acht Spaanse landstitels (1986, 1987, 1988, 1989, 1990, 1995, 1997, 2001), twee Copas de Rey (1989, 1993), tweemaal de UEFA Champions League (1998, 2000), tweemaal de UEFA Cup (1985, 1986) en de wereldbeker (1998). Sanchís was de enige verdediger uit de zogenoemde La Quinta del Buitre (De Vijf van de Gier), een naar Emilio Butragueño genoemd vijftal dat naast El Buitre zelf Sanchís, Rafael Martín Vázquez, Míchel en Miguel Pardeza omvatte. Dit vijftal vormde de kern van het succesteam van eind jaren tachtig.

## Nationaal elftal
Daarnaast kwam Sanchís tussen 1986 en 1992 48 keer uit voor het Spaans nationaal elftal, waarin hij één doelpunt maakte. De verdediger behoorde tot de Spaanse selecties voor het Europees kampioenschap 1988 in Duitsland en het wereldkampioenschap 1990 in Italië.

## Erelijst
Als speler
| Wereldbeker voor clubteams | 1x | 1998                                                                   |
| UEFA Champions League      | 2x | 1997/98, 1999/00                                                       |
| UEFA Cup                   | 2x | 1984/85, 1985/86                                                       |
| Copa Iberoamericana        | 1x | 1994                                                                   |
| Copa del Rey               | 2x | 1989/90, 1992/93                                                       |
| Primera División           | 8x | 1985/86, 1986/87, 1987/88, 1988/89, 1989/90, 1994/95, 1996/97, 2000/01 |
| Supercopa de España        | 5x | 1988, 1989, 1990, 1993, 1997                                           |
| Copa de la Liga            | 1x | 1985                                                                   |

| Competitie                              | Winnaar         | Winnaar         | Runner-up       | Runner-up       | Derde           | Derde           |
| Competitie                              | Aantal          | Jaren           | Aantal          | Jaren           | Aantal          | Jaren           |
| Spanje onder 21                         | Spanje onder 21 | Spanje onder 21 | Spanje onder 21 | Spanje onder 21 | Spanje onder 21 | Spanje onder 21 |
| --------------------------------------- | --------------- | --------------- | --------------- | --------------- | --------------- | --------------- |
| Europees kampioenschap voetbal onder 21 | 1x              | 1986            |                 |                 |                 |                 |

Individueel
| Spaans Voetballer van het Jaar | 1x | 1989/90 |